# Quentin Meillassoux
Quentin Meillassoux (nascut a París el 1967) és un filòsof francès. És professor de l'École Normale Supérieure i és fill de l'antropòleg Claude Meillassoux. Forma part, conjuntament amb altres pensadors, d'un corrent de pensament molt recent i actual anomenat «realisme especulatiu».
És deixeble del filòsof Alain Badiou, qui va dir d'ell que introdueix una opció totalment innovadora a la filosofia moderna, diferent de les tres alternatives de Kant: empirisme, escepticisme i dogmatisme.
El 2006, Meillassoux va publicar el llibre Après la finitude. En aquest llibre, Meillassoux diu que la filosofia postkantiana està dominada pel que ell anomena correlacionisme, la teoria que els humans no poden existir sense el món ni el món sense els humans. A la via de Meillassoux es diu que el món és previ als humans. Diu que hi havia un reialme ancestral prehumà.
Meillassoux intenta mostrar que l'escepticisme agnòstic, dels que dubten de la realitat de causa i efecte, ha de ser transformat radicalment, que hi ha coses a les quals no cal cap causa. Diu que el món és una classe d'hipercaos en el qual el principi de raó suficient és abandonat pel principi de no-contradicció.